# Лозно (Лепосавић)
Лозно је насеље у општини Лепосавић на Косову и Метохији. Површина катастарске општине Лозно где је атар насеља износи 815 ha. Припада месној заједници Сочаница. Насеље се налази 13 km источно од Лепосавића, са леве стране Добравске реке, десне притоке Ибра. По положају припада планинском типу села. Некада су саставни део села чинили и засеоци Кнежево Брдо и Лукаре. Надморска висина села је 1005м. У саобраћајном погледу село нема повољан положј, јер је ван свих саобраћајница и путева.

## Демографија
- попис становништва 1948: 96
- попис становништва 1953: 120
- попис становништва 1961: 138
- попис становништва 1971: 119
- попис становништва 1981: 45
- попис становништва 1991: 17

У селу 2004. године живи 16 становника. Данашње становништво чине родови: Радовићи — Ћирковићи, Петровићи.